# Geschichten aus der Feuerwache
Geschichten aus der Feuerwache (Originaltitel: Firehouse Tales) ist eine US-amerikanische Zeichentrickserie aus dem Jahr 2005.

## Handlung
In einem Ort mit vielen Grünwiesen befindet sich eine Feuerwehrschule. Dort lernen und üben die drei Juniorfeuerwehrwagen Red, Petrol und Crabby für Einsätze, erleben mit ihren Freunden Abenteuer und erfahren, wie sie mit Problemen umzugehen haben.

## Produktion und Veröffentlichung
Die Serie wurde 2005 in den USA produziert. Dabei entstanden 26 Folgen. Zuständiges Animationsstudio war Warner Bros. Animation.
Erstmals wurde die Serie am 22. August 2005 im Cartoon Network in den USA ausgestrahlt. Die deutsche Erstausstrahlung fand am 31. Dezember 2010 auf Boomerang statt. Weitere Ausstrahlungen erfolgten auf Kabel eins und sixx.

## Episodenliste
| Nr. | deutscher Titel                                                                         | englischer Titel                                                         |
| 1   | Bei Stinky stinkt’s / Millies Traum / Jeder hat seine Stärken                           | Petrol In Park / Stinky Bubbles / Milkies’s Way                          |
| 2   | Der Neue / Die Superspritze / Das Wrestling-MatchGoes Pro                               | New Truck On The Block / Crabby’s New Nozzle / Bubba                     |
| 3   | Die Sirenen machen klar, Hilfe ist gleich da / Das Schneegestöber / Spinners Geschichte | Trunkin’ At The County Fair / Ranger Danger / Spinner Spins A Tale       |
| 4   | Erfahrung macht den Meister / Stinky, der Saubermann / Tug setzt sich durch             | Older But Wiser / Stinky’s Smelly Bath / Tug To The Rescue               |
| 5   | Noch mal Glück gehabt / Überhitzt / Die Topmeldung                                      | Slip’n’slide / Hot Under The Hood / Trucks On TV                         |
| 6   | Der Tag der Inspektion / Nur zusammen ist man stark / Schnüffelnase, der Lebensretter   | Inspection Day / My Feud Or Yours / A Dog’s Tale                         |
| 7   | Der Jobtausch / Zu Hause ist’s am Schönsten / Falscher Alarm                            | Scoop Dreams / The Truck Who Cried Fire / Job Swap                       |
| 8   | Petrol hat Angst / Crabby macht Pause / Eine Klingel geht auf Reisen                    | Don’t Look Down / When The Chief’s Away, Crabby Will Play / Off The Wall |
| 9   | Die große Show / Die Wasserballonschlacht / Tunnelprobleme                              | Showtime! / The Big Balloon Chase / Tunnel Trouble                       |
| 10  | Snootie, der Retter / Spinner, der Verkehrsreporter / Die Frühlingsparade               | Snootie To The Rescue / Spinner On The Air / I Love A Parade             |
| 11  | Reds Trick / Lorries Besuch / Die Benimmschule                                          | Wild Blue Yonder / The Lorrie Story / Snootie’s School Of Manners        |
| 12  | Zoe, der Abschleppwagen / Kätzchen-Alarm / Auf und Davon                                | Zoe The Tow Truck / Pet Peeve / Sail Away                                |
| 13  | Der Glücksbringer / Tier-Alarm in Grünwiesen / Immer auf der Reise                      | Good Luck Truck / Who Let The Zoo Out / On The Road                      |
| 14  | Spinners Ruhepause / Eine kleine Walgeschichte / Boxy geht unter die Künstler           | Firehouse Guest / A Whale Of A Tale / The Line Painter                   |
| 15  | Der Jahrmarkt Spaß / Der glänzende Petrol / Sammy, der Eispolierer                      | Ticket To Ride / Petrol’s Paint Job / The Ice Sweeper                    |
| 16  | Die Überraschungsparty / Techs Auszeit / Polly in der Feuerwache                        | Petrol’s Birthday Surprise / High-Tech Wreck / Firehouse Girl            |
| 17  | Red, der Superwagen / Das Duell / Eine tolle Überraschung                               | Super Truck / Where There’s Smoke, There’s Spinner / Circus Of Trucks    |
| 18  | Der rätselhafte Grasbrand / Crabbys Motorproblem / Der verrückte Postbote               | Green Meadows Mystery / Crabby In Reverse / U.S. Merl                    |
| 19  | Die Neue / Hilfe mit Hindernissen / Bubba, das Genie                                    | New Bus In Town / Volunteer Day / Bubba’s Big Secret                     |
| 20  | Die Nervensäge / Platz gemacht! / Crabby, der Clown                                     | Talk, Talk, Talk / Steamrolling Down The Highway / Clown Crabby          |
| 21  | Eisige Zeiten / Red hilft allen / Die Feuerwehr-Schule                                  | Iced Up / The Truck Who Couldn’t Say No / Firehouse Field Trip           |
| 22  | Katies Burger / Bitte nicht stören / Der Vogelpapa                                      | Katie The Cook / All’s Quiet At The Firehouse / For The Birds            |
| 23  | Auf der Yacht / Bitte lächeln / Schnüffelnases Erfolg                                   | At Speedy’s Speed / Say Cheese Please / Best In Show                     |
| 24  | Die geglückte Heimkehr / Übung macht den Meister / Petrol, der Star                     | Bright Light / Hooked On You / Mighty Petrol At The Bat                  |
| 25  | Crabby, der Hochspringer / Das Tauziehen / Spaghetti-Alarm                              | Hoppin’ Hoses / Big Strong Petrol / Firehouse Food Fair                  |
| 26  | Das Burgfräulein / Die beste Sammlung von allen / Farm-Schule                           | Firehouse Knights / Show And Tell / Farm School                          |